# 殴打技
殴打技（おうだわざ）は、武術、格闘技において様々な方向へ腕を繰り出すことにより、手や拳など腕の一部による打撃により攻撃、防御を行う技術であり、腕を使った打撃技の総称である。殴り技（なぐりわざ）、打突技（だとつわざ）、手技（てわざ）などとも呼ばれる。

## 概要
おおまかに突き技（つきわざ）と打ち技（うちわざ）とに大別できる。なお、打ち技は突き技の派生とする見方と、打ち技と突き技は別のものという見方がある。
手は足よりもリーチが短く、また体重を支える心配がないため、蹴り技よりも殴打技の方がバランスがとれている。その反面、立ち位置から手技を放つ際には、両足で支えるため、下半身を狙われるという欠点がある。
殴打技を主体にした武術には、ボクシングや空手等があり、他にもキックボクシングやプロレスなど非常に多岐に渡る。

## 突き技
突き技（つきわざ）は、武術、格闘技において様々な方向へ腕を直線的に突き出して、打撃によるダメージを狙った技。

### 概要
基本的には、立ち位置から拳を前に突き出して打撃を与えるものであるが、手を刀のようにふりさげる当てる手刀打ち、肘を水平にして打つ当て方（肘鉄砲）、掌で相手の顎を打つ当て方（掌底、掌打）、手の平で相手の顔を叩く当て方（張り手、ビンタ、平手打ち）等といった変則的な方法や目を潰す突き方（目突き、目潰し、サミング）、金的への攻撃（金的打ち、金的突き、ローブロー）などの急所を狙うものもある。
また、本来突き技とは直線的な殴打技（正拳突き、直突き、貫手突き、ストレート）などを指すものであり、曲線的な殴打技は「打ち技」（振り打ち、肘打ち、回し打ち、鉄槌打ち、掌底打ち、手刀打ち、背刀打ち、熊手打ち、フック）とみなす向きもある。
なお、吉福康郎は『格闘技「奥義」の科学』の中で、突き技は重いため胴体に有効、打ち技は鋭いため頭部に有効と述べている。

### 種類
- パンチ
  - ジャブ、ストレート
- 正拳突き、縦拳
上段、中段、下段とある。
- はさみ突き
- 裏拳打ち
- 鈎突き
- 下突き、上げ突き
- 掌底打ち（熊手打ち）
  - 掌底ジャブ打ち、掌底ストレート打ち
- 孤拳（鶴頭）
- 一本拳突き
- サミング
- 地獄突き
- 突っ張り
- 張り手
- 複合技
上記の技を組み合わせて1つの技とするもの。

## 打ち技
打ち技（うちわざ）は、腕を上下左右に振り回して、相手に腕の一部をぶつけて打撃によるダメージを与える殴打技。

### 概要
打ち技と突き技は一般的に同じ物として扱われるが、厳密にはこの二者は異なるものとする説もある。剣道では、真正面から突垂等に直線的に攻撃する技のことを突きと称する。空手でも、手刀打ち、鉄槌打ち、裏拳打ち等一般的に横、上、下等の軌道の把握し辛い所から来る者を打ちと称している。日本拳法では、ボクシングのストレートに相当する"直突"にしか突きという名称は与えられておらず、それ以外は皆"〜打ち"の名称が与えられている。

### 種類
- パンチング
  - フック、アッパーカット、スマッシュ
- 回し打ち、振り打ち
形としてはフック（ロングフック）に近い。
- 上げ打ち
- 鉄槌打ち（拳槌打ち）
- 手刀打ち
- 背刀打ち
- 背手打ち
- 散手（ばらて）
- 掌底打ち（熊手打ち）
  - 掌底フック打ち、掌底アッパー打ち
- 肘打ち（猿臂）、エルボー・バット
- ボディブロー
- オープン・ハンド・ブロー
- チョップ
- ラリアット
- 複合技
上記の技を組み合わせて一つの技とするもの。